# Anthologie de la littérature dialectale de Wallonie
 (septembre 2017).
Si vous disposez d'ouvrages ou d'articles de référence ou si vous connaissez des sites web de qualité traitant du thème abordé ici, merci de compléter l'article en donnant les références utiles à sa vérifiabilité et en les liant à la section « Notes et références ».
L'Anthologie de la littérature dialectale de Wallonie recueille les textes d'une littérature en wallon qui s'écrit et s'imprime depuis le XVIIe siècle. Maurice Piron en a recueilli les textes importants tout au long de sa vie pour en arriver à publier ce livre en 1979, y citant d'ailleurs aussi les auteurs picards comme Géo Libbrecht par exemple.

L'auteur définit son travail en ces termes : 
«  L'espace littéraire ici compris est celui de la Belgique romane, très exactement de la Wallonie ; dont on sait que le wallon n'est pas l'unique langue, puisqu'on trouve le picard en Hainaut occidental à partir de Mons et le lorrain dans le canton de Virton, au sud du Luxembourg. L'expression de littérature wallonne ne relève pas de la dialectologie proprement dite ; elle doit être entendue au sens traditionnel que lui donne son développement historique et s'applique donc à l'ensemble des œuvres écrites dans les parlers dialectaux de Wallonie, de Mouscron à Malmedy et au pays gaumais »